# Heckler & Koch G3
Heckler & Koch G3 (Gewehr 3) je bitevní puška ráže 7,62 × 51 mm NATO vyvinutá v padesátých letech německým výrobcem zbraní Heckler & Koch (H&K) ve spolupráci se španělskou státní projekční a vývojovou agenturou CETME. G3 byla služební zbraní Bundeswehru, než byla v 90. letech nahrazena útočnou puškou Heckler & Koch G36. Rozšířila se i v mnoha zemích Evropy, Asie, Afriky a Jižní Ameriky a rovněž probíhala licenční výroba.

## Vývoj

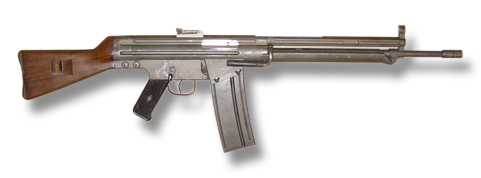
Vývojový prototyp CETME A2b pro náboj 7,92 × 40 mm CETME M53

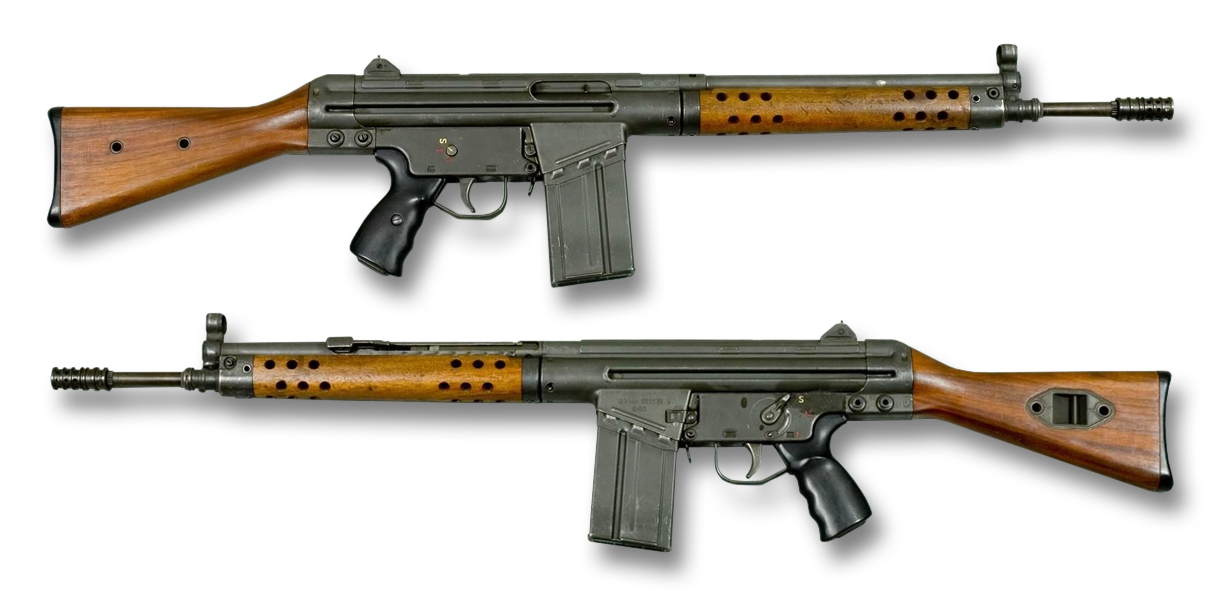
První verze G3 s dřevěnou pažbou a sklopnými mířidly

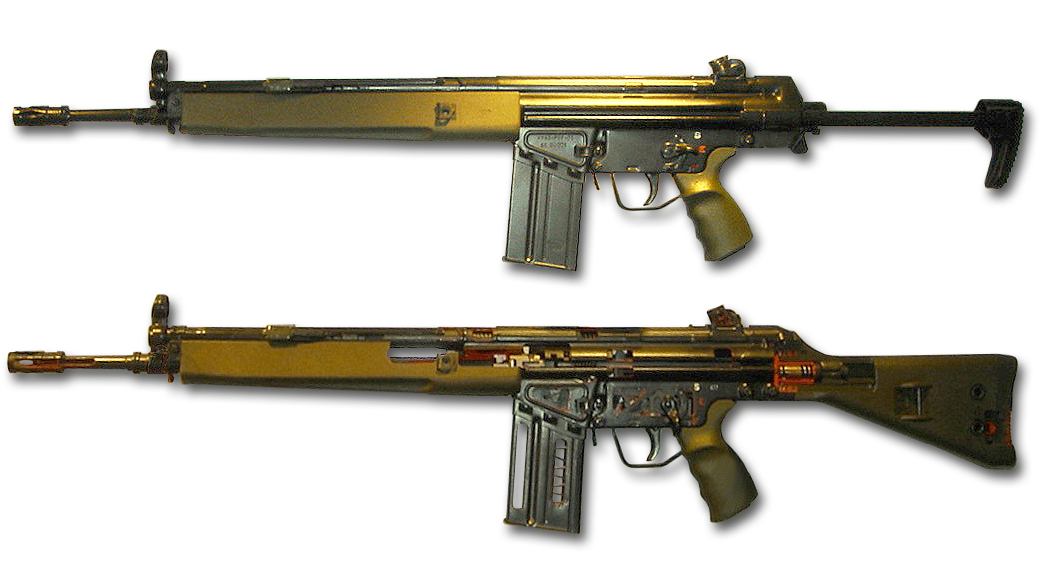
Heckler & Koch G3A4 (nahoře) a G3A3 (dole)

Původ této pušky lze vysledovat až do posledních let druhé světové války, kdy inženýři společnosti Mauser z vývojové skupiny pro lehké zbraně (Abteilung 37) ve městě Oberndorf am Neckar navrhli Maschinenkarabiner Gerät 06 (MKb Gerät 06, „strojní karabina 06“), prototyp útočné pušky komorovaný pro náboj 7,92 × 33 mm Kurz. Model Gerät 06 využíval mechanismus s uzamykatelnými válečky s krátkým zpětným rázem původně z kulometu MG 42, ale s pevnou hlavní a běžnou pístní tyčí ovládanou plyny. S pečlivou pozorností na mechanické poměry mohl být plynový systém vynechán. Výsledné zbrani Gerät 06H (přípona „H“ je zkratka pro halbverriegelt – „polouzamčená“) bylo přiděleno označení StG 45(M) (Sturmgewehr 45 (M), útočná puška 45), nicméně nevznikla ve významných počtech a válka skončila dříve, než byly první vyrobené pušky dokončeny.
Němečtí technici podílející se na vývoji StG 45(M) byli převezeni za prací do Francie do Centre d'Etudes et d'Armement de Mulhouse (CEAM). Mechanismus StG 45(M) byl Ludwigem Vorgrimlerem a Theodorem Löfflerem v závodě v Mulhouse v letech 1946 až 1949 upraven. Byly vyrobeny tři verze komorované pro náboje .30 Carbine, 7,92 × 33 mm Kurz a experimentální francouzský krátký náboj 7,65 × 35 mm vyvinutý společností Cartoucherie de Valence v roce 1948. Od náboje 7,5 × 38 mm s částečně hliníkovým projektilem bylo v roce 1947 upuštěno. Löfflerova konstrukce, označená Carabine Mitrailleuse Modèle 1950, byla zachována pro zkoušky mezi 12 různými prototypy navrženými společnostmi CEAM, MAC a MAS. Francie byla v té době zapojená do indočínské války a jako druhý největší přispěvatel NATO z finančních důvodů zrušila zavedení těchto nových zbraní. 
V roce 1950 Vorgrimler odešel do Španělska, kde zkonstruoval pušku LV-50 komorovanou pro náboj 7,92 × 33 mm Kurz a později vlastní náboj 7,92 × 40 mm CETME M53. V tomto okamžiku dostala puška název Modelo 2 a upoutala pozornost západoněmecké pohraniční stráže (Bundesgrenzschutz), která se snažila vybavit nově vzniklé národní obranné síly. Němci nebyli ochotni přijmout náboj mimo specifikaci NATO a požádali CETME, aby vyvinula verzi pušky pro náboj 7,62 × 51 mm NATO. Výsledný model CETME Model A byl komorovaný pro náboj 7,62 × 51 mm CETME, který měl v komoře identické rozměry jako náboj 7,62 × 51 mm NATO, ale ve srovnání s ním měl nižší výkon. Další vývoj pušky s přispěním firmy H&K přinesl model CETME Model B, který měl několik modifikací, včetně možnosti střílet z uzavřeného závěru v poloautomatickém i automatickém režimu střelby, nového předpažbí z děrovaného plechu (skládací dvojnožka byla u předchozích modelů v předpažbí), vylepšené ergonomie a o něco delší hlaveň s vedením pro odpal 22mm puškového granátu. V roce 1958 byla tato puška přijata do výzbroje španělské armády jako Modelo 58 s nábojem 7,62 × 51 mm CETME. 
V roce 1956 německá pohraniční stráž zrušila plánované pořízení pušek CETME a místo toho zavedla do výzbroje belgickou FN FAL jako Gewehr 1. Zájem však projevila nově založená německá armáda (Bundeswehr) a brzy pro další testování zakoupila řadu pušek CETME (7,62 × 51 mm NATO). CETME podle německé nomenklatury známá jako Automatisches Gewehr G3, úspěšně soutěžila se švýcarskou SIG SG 510 (G2) a americkou AR-10 (G4), aby nahradila dříve přijatou pušku G1. V roce 1956 Bundeswehr zahájil prodloužené zkoušky se 400 puškami CETME. Společnost Heckler & Koch provedla u pušek CETME řadu změn. V lednu 1959 Bundeswehr oficiálně přijal technicky vylepšený návrh CETME. Západoněmecká vláda chtěla, aby byla puška G3 vyráběna na základě licence v Německu; nákup G1 dříve propadl kvůli odmítnutí FN takovou licenci udělit. V případě G3 měla nizozemská firma Nederlandse Wapen en Munitiefabriek (NWM) výrobní a prodejní práva na design CETME mimo Španělsko. Pro získání výrobních práv nabídla západoněmecká vláda kontrakty NWM na zásobování německého letectva (Luftwaffe) 20mm střelivem. Výroba modelu G3 byla poté přidělena společnostem Rheinmetall a H&K. Druhá jmenovaná společnost již měla vazby na CETME a pracovala na další optimalizaci pušky CETME pro použití s plně výkonným nábojem 7,62 × 51 mm NATO (na rozdíl od slabší varianty CETME). V roce 1969 se Rheinmetall vzdal výrobních práv na G3 výměnou za příslib H&K, že nebude dražit výrobu kulometů MG 3. Později v roce 1977 postoupila západoněmecká vláda vlastnictví výrobních a prodejních práv G3 výhradně společnosti Heckler & Koch. 
Počáteční výrobní pušky G3 se podstatně lišily od novějších modelů; první pušky měly uzavřená mechanická výklopná mířidla (se dvěma otvory), lehkou skládací dvojnožku, předpažbí z lisovaného plechu, dřevěnou pažbu (u modelů s pevnou pažbou) nebo teleskopickou kovovou pažbu. Před převzetím Bundeswehrem prošla každá G3 funkčními kontrolami, seřízením zorného pole a továrních zkoušek střelby. V tomto procesu bylo vystřeleno pět výstřelů na cíl ze vzdálenosti 100 metrů (109 yardů) se zvláště přesnou zaměřovací municí. Sada 5 výstřelů nemohla přesáhnout průměr 120 mm (4,7 palce) (1,2 mil / 4,13 MOA). Zbraň byla během své životnosti modernizována (mimo jiné drobné úpravy obdržela nová mířidla, jiný tlumič plamene a syntetické předpažbí a pažbu), což vedlo k nejnovějším výrobním modelům, G3A3 (s pevnou pažbou z polymeru) a G3A4 (s teleskopickou kovovou pažbou). Puška se osvědčila i na export a byla přijata ozbrojenými silami více než 40 zemí.

## Činnost zbraně

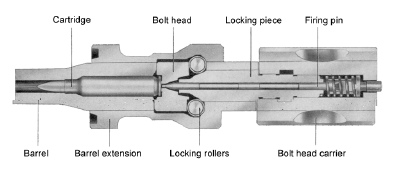
Schéma válečkového systému G3

Závěr zbraně je polouzamčený brzděný válečky, podobně jako například kulomet MG 42. Po výstřelu je závěr přibrzděn horizontálně uloženými válečky dokud tlak plynů v hlavni nepoklesne na optimální úroveň. Válečky se pohybují směrem dozadu a po zapadnutí do vybrání v rámu zbraně umožní odemčení závěru.

## Varianty

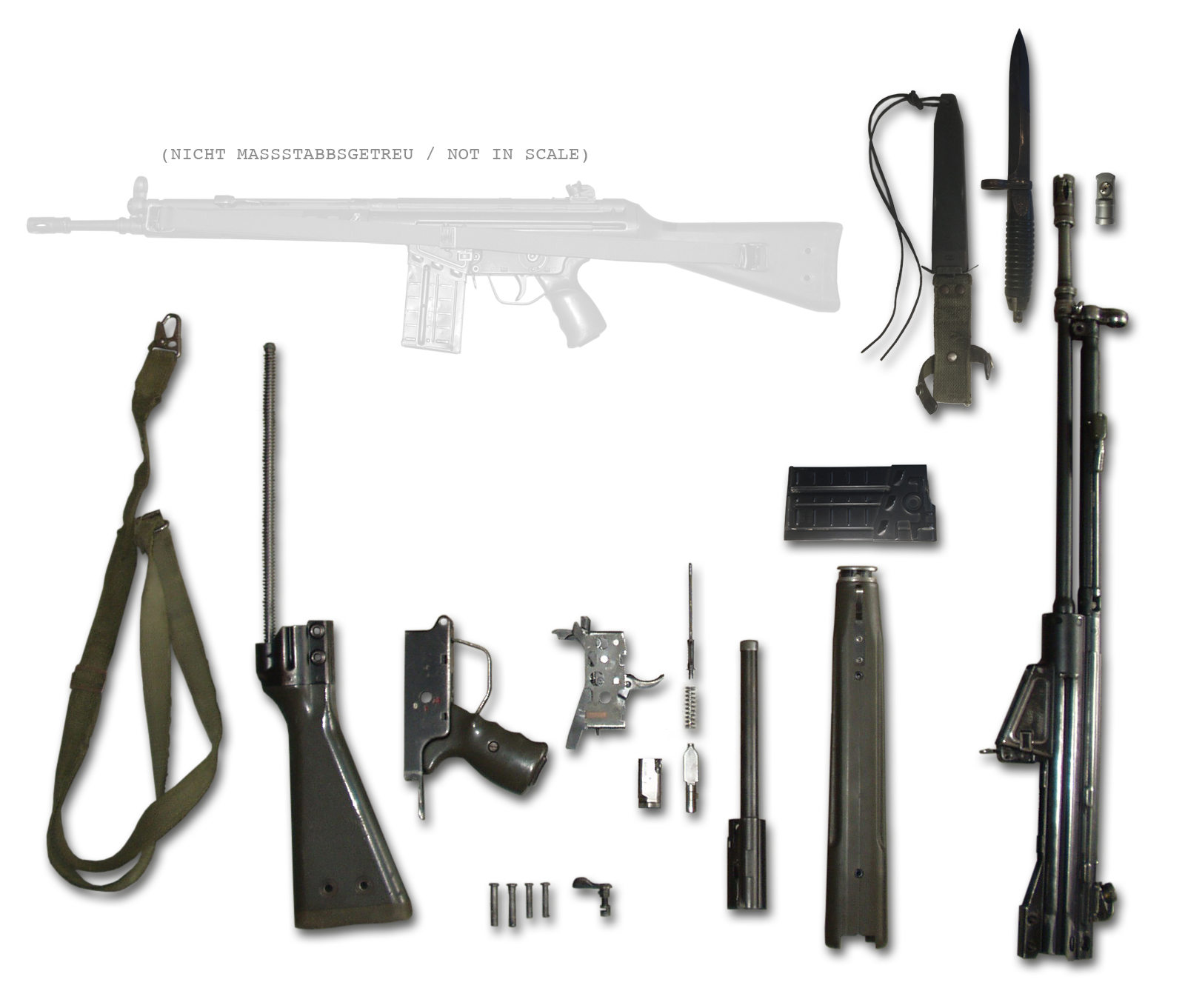
Rozebraná puška G3; patrná modulová konstrukce

G3 posloužila jako základ pro mnoho zbraní, mezi nimi např. přesné pušky PSG1 a MSG90, lehké kulomety HK11 a HK21, poloautomatické verze známé jako HK41, "sportovní" model  SR9 (určen pro civilní trh v zemích, kde by HK91 nesplňoval podmínky, zejména v USA po dovozních omezeních z roku 1989) a karabina MC51.
- G3: Původní model založený na pušce CETME Model 58, představený v roce 1959 a schválený v roce 1960. Měl dřevěnou pažbu a předpažbí.
- G3A1: G3 schválená v roce 1963 s jednopolohovou zasouvací pažbou, která se zasouvá do drážek po stranách rámu, zajištěných západkou pod speciálním krytem. Tento design byl vybrán po dřívějších experimentech s ventrálně skládací kovovou pažbou ve stylu MP 40; kvůli nadměrnému zpětnému rázu bylo od ní upuštěno.
- G3A2: G3 vyvinutá v roce 1962 s novým zadním bubnovým hledím a volně loženou hlavní, která výrazně zlepšila přesnost.
- G3A3: Nejznámější verze z roku 1963. Má bubnová mířidla se zlepšeným předním zaměřovačem, tlumič plamene/úsťovou brzdu schopnou střílet standardní granáty NATO, pevnou plastovou pažbu a plastové předpažbí, které se nedotýká volně uložené hlavně. Předpažbí existovalo jak v tenké, větrané verzi, tak v širší verzi, které umožňuje připevnění dvojnožky.
- G3A3A1: Toto je verze G3A3 s oboustrannou spouštěcí skupinou a mosazným deflektorem. Oficiální označení německé armády, nikoli tovární označení HK.
- G3A4: G3A4 využívá bubnová mířidla a výsuvnou pažbu. Do služby vstoupila v roce 1974 u pěších jednotek v první linii.
- G3A4A1: Toto je varianta G3A4 s oboustrannou spouštěcí skupinou a mosazným deflektorem. Oficiální označení německé armády, nikoli tovární označení HK.
- G3KA4: Karabina odvozená z G3, nejmenší z řady. Používá předpažbí z HK33, dále má bubnová mířidla, zatahovací pažbu a hlaveň dlouhou 315 mm (zkrácena k základně předních mířidel), která je příliš krátká pro použití bajonetu nebo puškových granátů.[6]
- G3KA4A1: Varianta G3KA4 s polymerovou rukojetí, oboustrannou spoušťovou skupinou a mosazným deflektorem. Jde o oficiální označení německé armády, nikoli tovární označení HK.

### Modely vyráběné v licenci

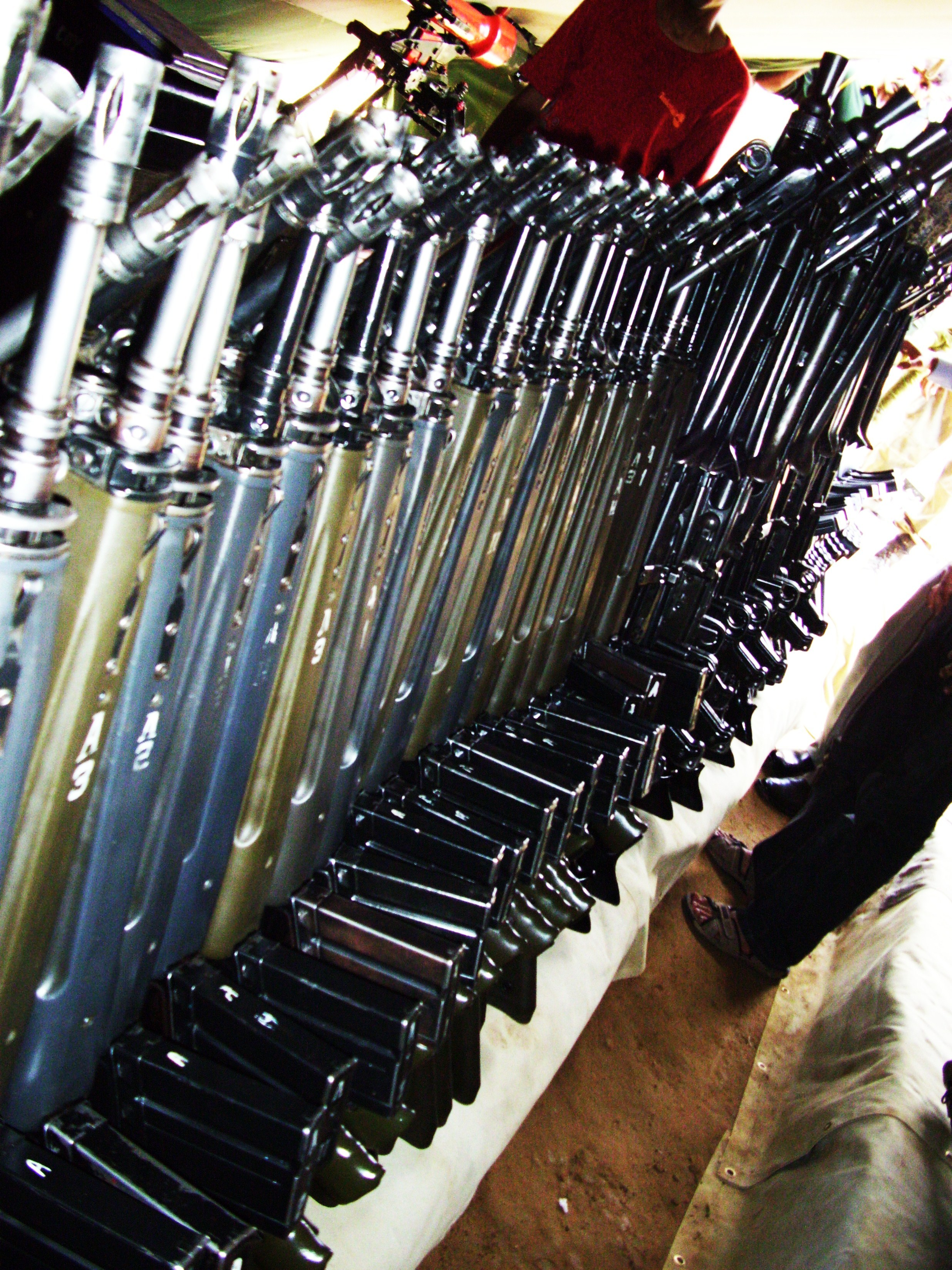
Licenční pákistánské G3

Puška G3 je nebo byla vyráběna na základě licence v následujících zemích: Barma, Brazílie, Írán, Francie, Norsko, Mexiko, Pákistán, Portugalsko, Řecko, Saúdská Arábie, Švédsko a Turecko. 
- Ak 4: švédská licenční verze vyráběná společnostmi Husqvarna Vapenfabrik a Carl Gustaf Gevärsfaktori
- G3P3: Označení pro pákistánskou verzi G3A3.
- G3P4: Označení pro pákistánskou verzi G3A4.
- G3A5: Modelové označení pro v Dánsku vyráběnou verzi G3A3. Liší se tichým závěrem. V dánských službách byla známá jako Gv M/66. Byla původně zamýšlena s optikou jako puška pro přesnou střelbu, zatímco zbytek družstva byl vybaven puškami M1 Garand.
- G3A6: Modelové označení pro v Íránu vyráběnou verzi G3A3. Liší se tím, že má tmavě zelené předpažbí, pažbu a spoušť.
- G3A7: Modelové označení přidělené HK turecké verzi G3A3.
- G3A7A1: Modelové označení přidělené HK turecké verzi G3A4.
- HSG1: Modelové označení přidělené HK pro v Lucembursku vyráběnou verzi G3A3.
- BA63: Modelové označení pro v Barmě vyráběnou původní G3 (s dřevěnou pažbou, předpažbím a výklopným hledím) [8]

## Uživatelé

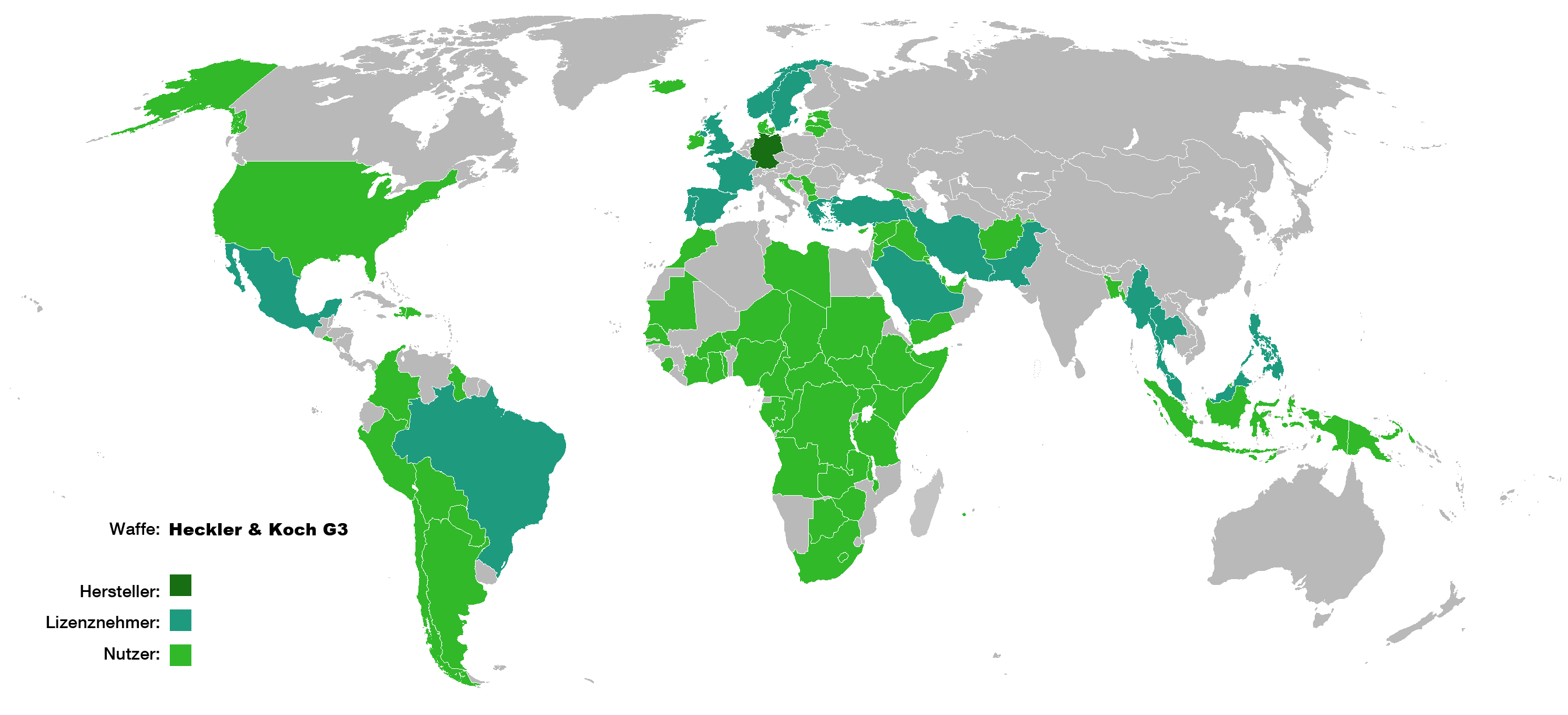
Výrobce G3 (Německo), licence a uživatelé

### Aktivní
- Afghánistán: G3 íránské a turecké výroby[9][10]
- Angola[11]
- Argentina: Grupo Halcón (Skupina speciálních operací policie Buenos Aires)[12]
- Bahrajn[11]
- Bangladéš: Ve službě varianty G3A3, G3A4 & G3/SG-1.[11]
- Brazílie: Zabavené pušky používané v omezeném počtu civilní policií Rio de Janeiro.[13][14] G3A3, G3A4 s G3SG1 používané speciálními jednotkami. G3A4 a G3SG1 používané policejními složkami. G3SG1 používané BOPE.[15][16]
- Bahrajn[11]
- Bolívie[11]
- Botswana[17]
- Brunej[11]
- Burkina Faso:[11] G3 francouzské výroby[18]
- Burundi[11]
- Kamerun[11]
- Čad[11]
- Středoafrická republika[19]
- Chile[11]
- Konžská republika: Používané milicemi Cocoye během občanské války v Kongu[20]
- Pobřeží slonoviny:[11] G3 francouzské výroby[18]
- Chorvatsko[11]
- Kypr[11]
- Džibutsko[11]
- Dominikánská republika[11]
- Salvador[11]
- Estonsko: Ve službě varianty Ak4 a AG-3F2.[21]
- Etiopie[22]
- Gabon:[11] G3 francouzské výroby[18]
- G3 ve službách Bundeswehru vybavená noční optikou FERO-Z51 Německo: Používané německou armádou od 50. let do poloviny 90. let jako primární služební puška.[23] Původně měly být nahrazeny HK G41 a HK G11, rozpočtové škrty po znovusjednocení si ale místo toho vynutily pořízení HK G36. Velké množství je stále ve skladech a používá se při misích v zahraničí. Některé varianty stále používají pohraničníci a policejní složky.[11]

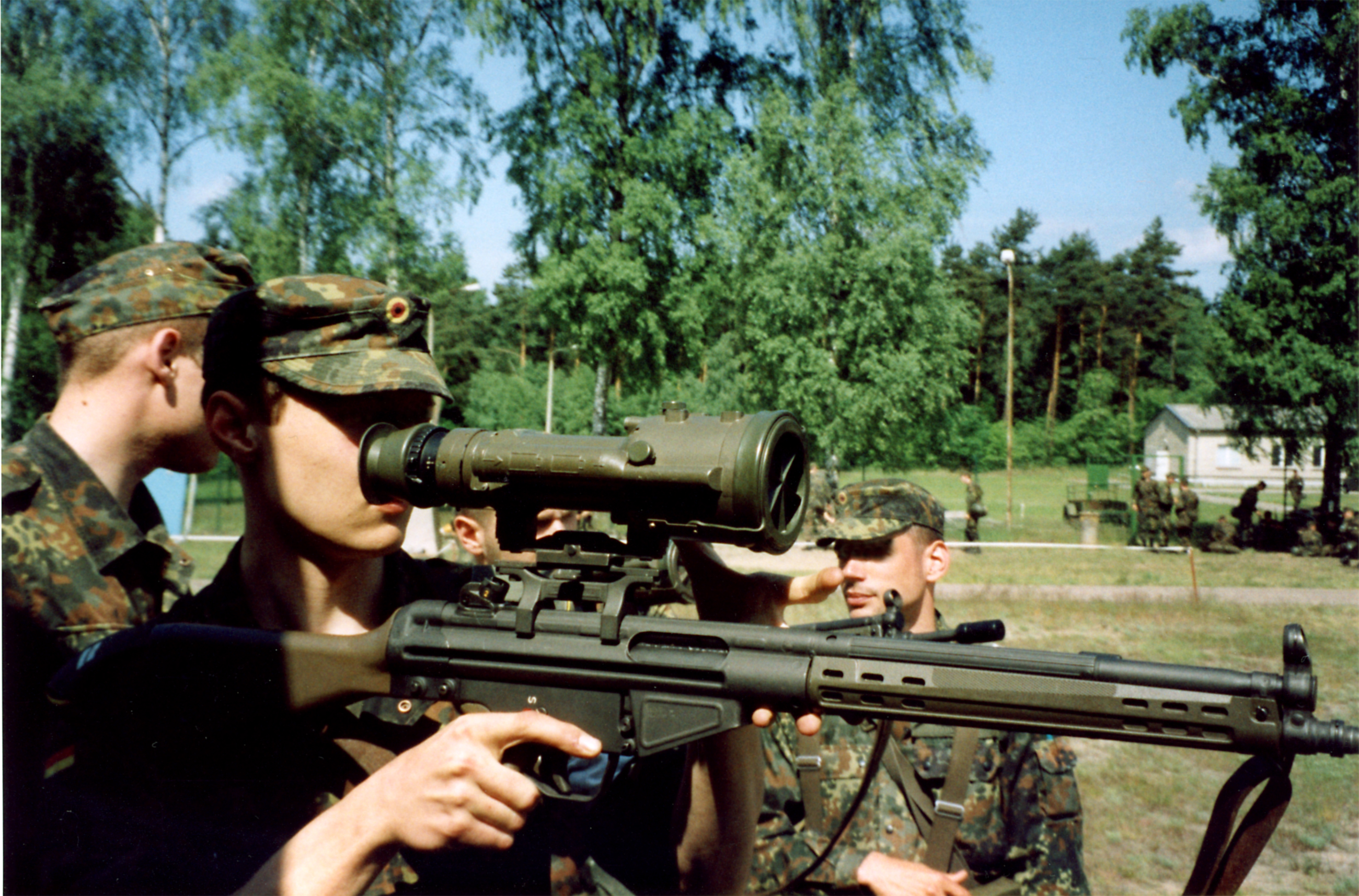
G3 ve službách Bundeswehru vybavená noční optikou FERO-Z51

- Ghana[11]Řečtí vojáci ve výstroji NBC s řeckými G3

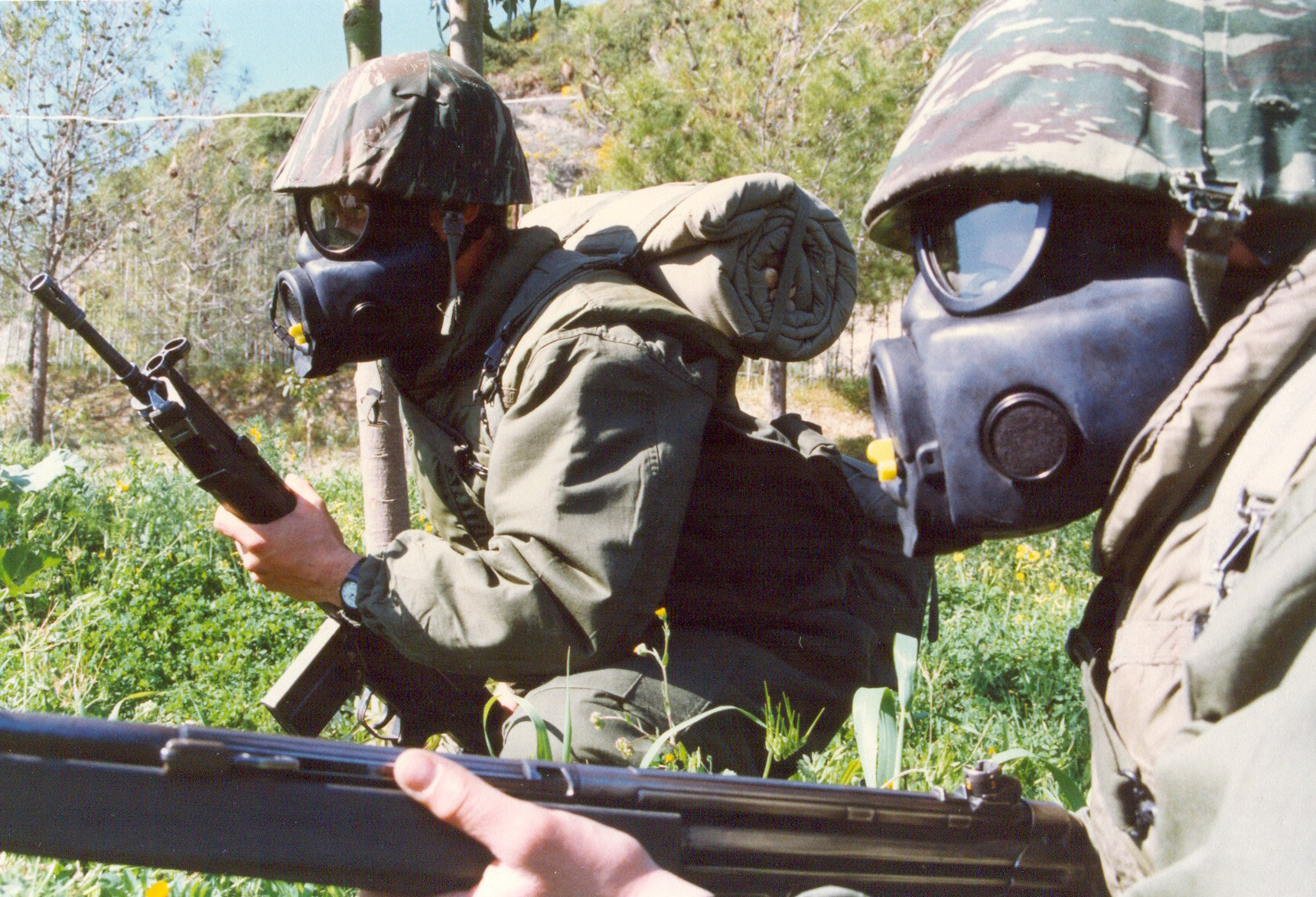
Řečtí vojáci ve výstroji NBC s řeckými G3

- Řecko: HK G3A3 na konci 70. let nahradila americké pušky M1 Garand. Vyráběno v licenci společností Elliniki Biomihania Oplon (EBO)[24] (dnes Ellinika Amyntika Systimata (EAS)).[25]
- Guyana[11]
- Haiti[11]
- Island: AG-3 dodávané z Norska[26]
- Indonésie:[22] TNI-AU (speciální jednotky indonéského letectva, Korps Pasukan Khas (Paskhas)) používaly G3 jako svou standardní zbraň spolu s AK-47 od počátku 60. let během operace Trikora v konfliktu na Západní Nové Guineji. Byly nahrazeny M16A3. G3 se v současnosti používá v záloze a výcvikových jednotkách.
- Írán: Vyrábí se místně Organizací obranného průmyslu jako G3A6. Bullpup varianta je značena G3-A3.[27]
- Irák[11]
  -  Irácký Kurdistán: 8 000 pušek[28]
- Irsko[11]
- Jordánsko[11]
- Keňa[11]
- Lotyšsko: Varianta Ak4 ve službě u národní gardy[11]
- Kuvajt[29]
- Libanon:[11] G3 francouzské výroby[18]
- Libye[11]
- Litva: Varianta Ak4 používaná litevskými ozbrojenými silami[30] a Litevskou národní obrannou dobrovolnickou sílou.
- Malawi[11]
- Malajsie: Malajská armáda a královská malajská policie používaly G3A4 jako svou standardní zbraň spolu s HK33 od počátku 70. let během komunistického povstání v Malajsii (1968–89). G3/SG-1 používaná odstřelovacími týmy vojenských i policejních speciálních jednotek. Byla nahrazeno puškou M16A1. G3/SG-1 se v současnosti používá u záložních a polovojenských jednotek[11]
- Mauritánie[22] – G3 francouzské výroby[18]
- Mauricius: Bývalá hlavní bitevní puška Mauricijské armády. Uchováváno v záloze pro trénink. V omezeném množství se stále používá u protipožární policie.
- Mexiko:[11] vyráběno v licenci Departamento de la Industria Militar, Dirección General de Fábricas de la Defensa, pomalu nahrazované FX-05 Xiuhcoatl
- Maroko[11]Pákistánský voják nesoucí variantu G3A3 po úspěšné Operaci Swat na nejvyšším bodě v údolí Swat 12. května 2009
- Myanmar (Barma)[11]
- Niger:[11] G3 francouzské výroby[18]

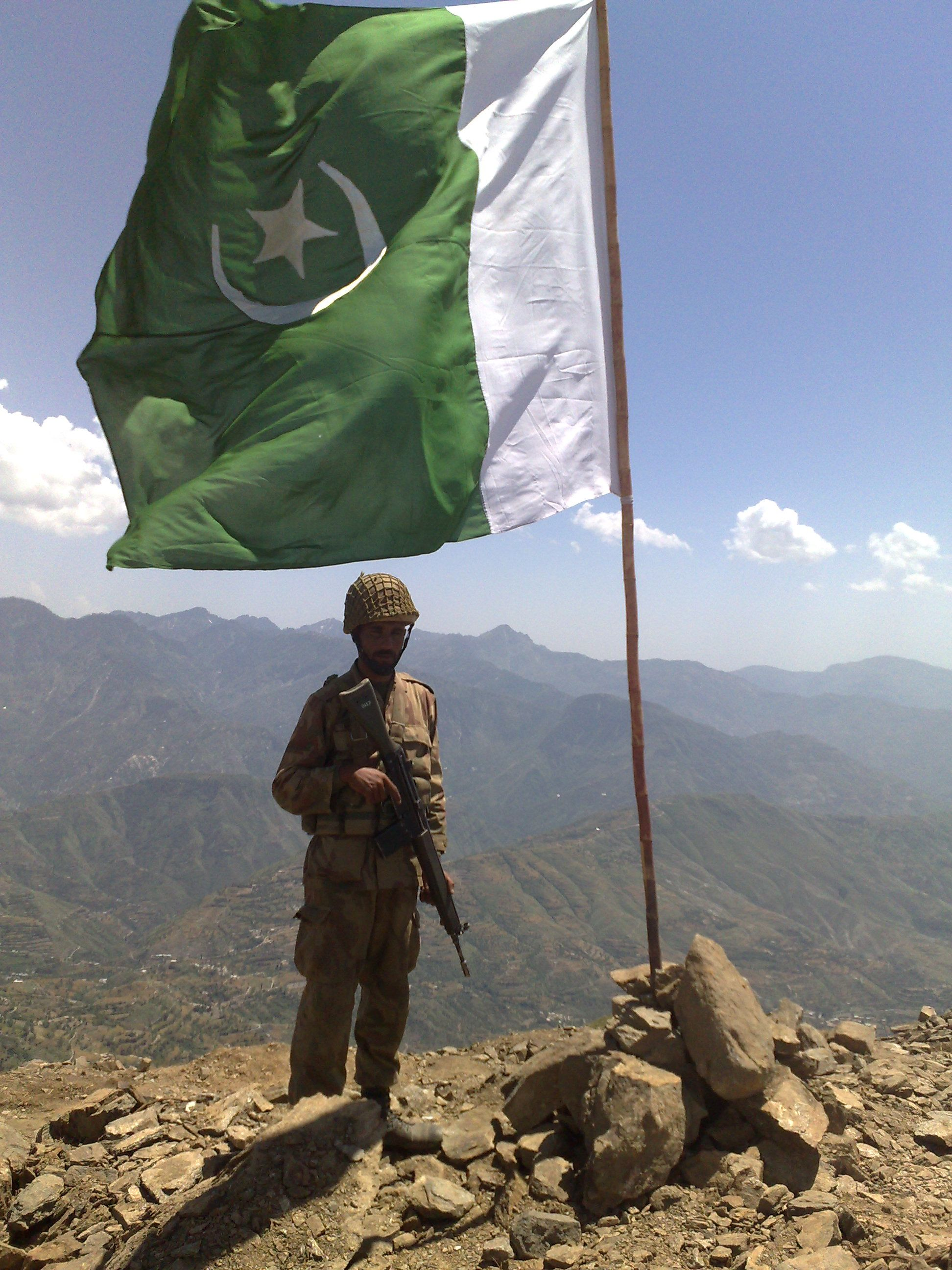
Pákistánský voják nesoucí variantu G3A3 po úspěšné Operaci Swat na nejvyšším bodě v údolí Swat 12. května 2009

- Nigérie: Vyráběná v licenci společností Defense Industries Corporation[31]
- Norsko: Lokálně vyráběná varianta označená AG-3. Ve výzbroji norské armády od roku 1968 do roku 2008. Z velké části vyřazeny ze služby u Norské domácí stráže (HV), posledních několik jednotek, které ji stále používají, jsou připraveny na přechod na HK416 do konce roku 2022.
- Pákistán: Lokálně vyráběné společností Pakistan Ordnance Factories pod označením G3P4[32][33]
- Papua Nová Guinea[34]
- Paraguay[22]
- Peru[11]
- Filipíny[22]
- Portugalsko: Počínaje rokem 1962 byly vyráběny v Portugalsku v licenci ve Fábrica do Braço de Prata. Portugalská námořní pěchota používá modernizovanou verzi G3A3/A4 se sadou Spuhr a zaměřovačem Aimpoint CompM4 s červeným bodem.[35]
- Katar[11]
- Rumunsko[36]
- Rwanda[11]
- Saúdskoarabský voják v puškou G3A4 během operace Pouštní štít Saúdská Arábie:[11] Vyrobeno v licenci Military Industries Corporation v Alchardži[37]

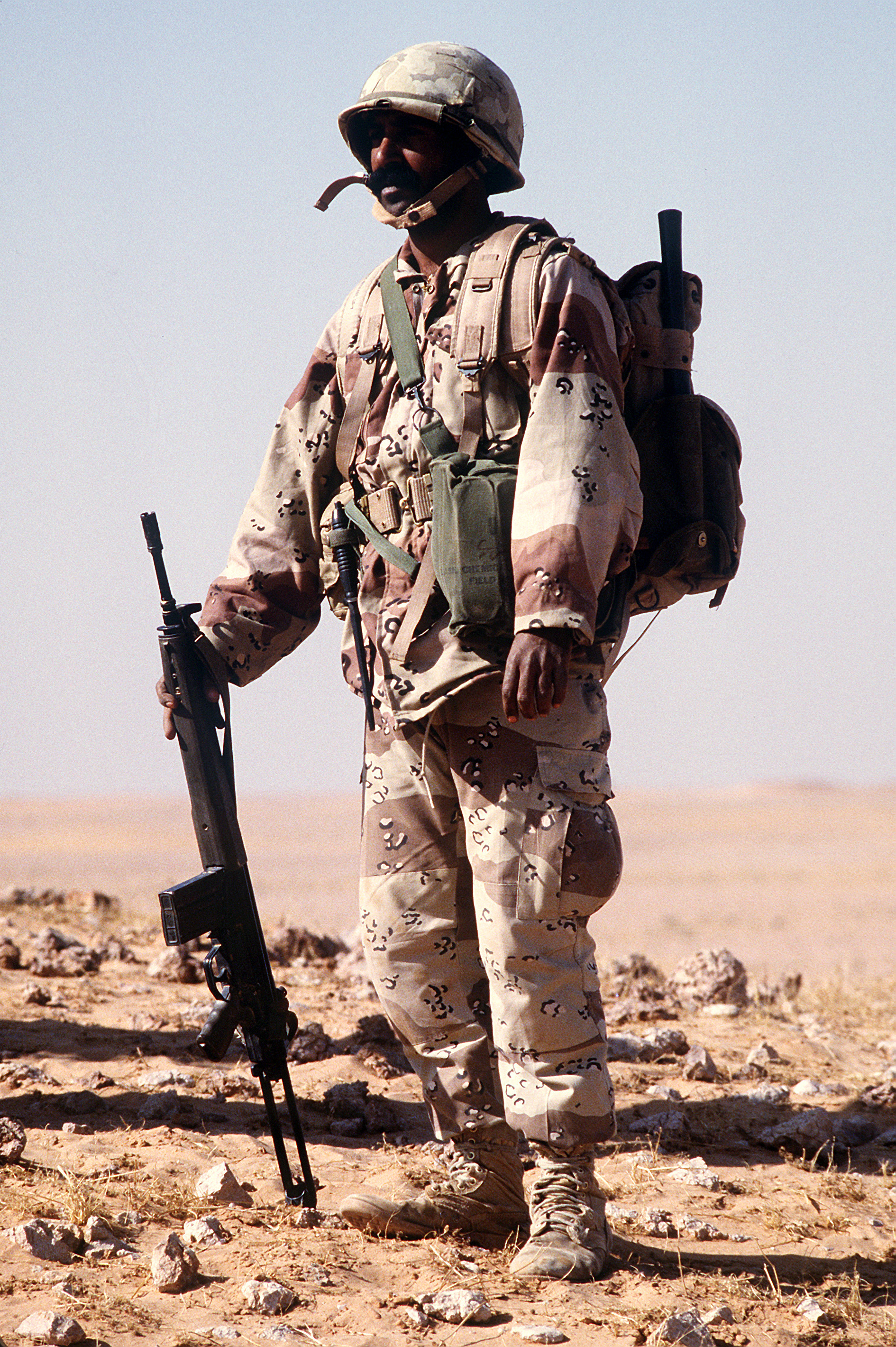
Saúdskoarabský voják v puškou G3A4 během operace Pouštní štít

- Sierra Leone: 8 000 obdrženo z Velké Británie a Nigérie během 70. a 80. let 20. století. Některé G3 vyrobené v Íránu byly také dodány.[38]
- Somálsko[11]
- Senegal[11][39] – G3 francouzské výroby[18]
- Srbsko: Ve službě u speciálních jednotek[40]
- Jižní Afrika: Ve službě u speciálních jednotek[11]
- Súdán: Vyráběny v licenci v Military Industry Corporation jako Dinar[41]
- Švédsko: Vyráběna třemi výrobci, Heckler & Koch v Německu, a v licenci Husqvarna Vapenfabrik (1965–70) a Carl Gustaf Gevärsfaktori (1965–80), která byla později přejmenována na Förenade Fabriksverken (FFV) jako Ak 4 (Automatkarbin 4).[42] Je známo, že existují dvě dílčí varianty, jedna vybavená kolejnicí a zaměřovačem (Ak4 B) a druhá optikou se 4× zvětšením, Hensoldt ZF4×24 (Ak 4OR). Od té doby byla v běžné armádě nahrazena Ak 5 (Automatkarbin 5; upravená verze FN FNC). Ak 4B a Ak 4OR, někdy v kombinaci s granátometem M203, se stále používá v Hemvärnetu – Nationella skyddsstyrkorna („švédská domácí garda“). Asi 5 000 kusů dostává novou nastavitelnou pažbu od roku 2016. V prosinci 2020 Tidningen Hemvärnet oznámil, že každý voják v Domobraně dostane do konce roku 2022 novou stavitelnou variantu pažby AK4C.[43]
- Sýrie – G3A3 a G3A4 používané jako odstřelovací puška Republikánskou gardou[44]
- Tanzanie[11]
- Togo[11]
- Turecký důstojník s G3A7 s optikou Engerek 3+ a granátometem T-40 v severním Iráku Turecko: Vyrobeno v licenci Makina ve Kimya Endüstrisi Kurumu (MKEK) ("Mechanical and Chemical Industry Corporation") jako G3A7 a G3A7A1. Místní verze s názvem M65 se vyráběla v letech 1966 až 1983. Během 80. let byla postupně nahrazena M79, místně vyráběnou verzí útočné pušky HK-33.[45]
- Uganda[11]

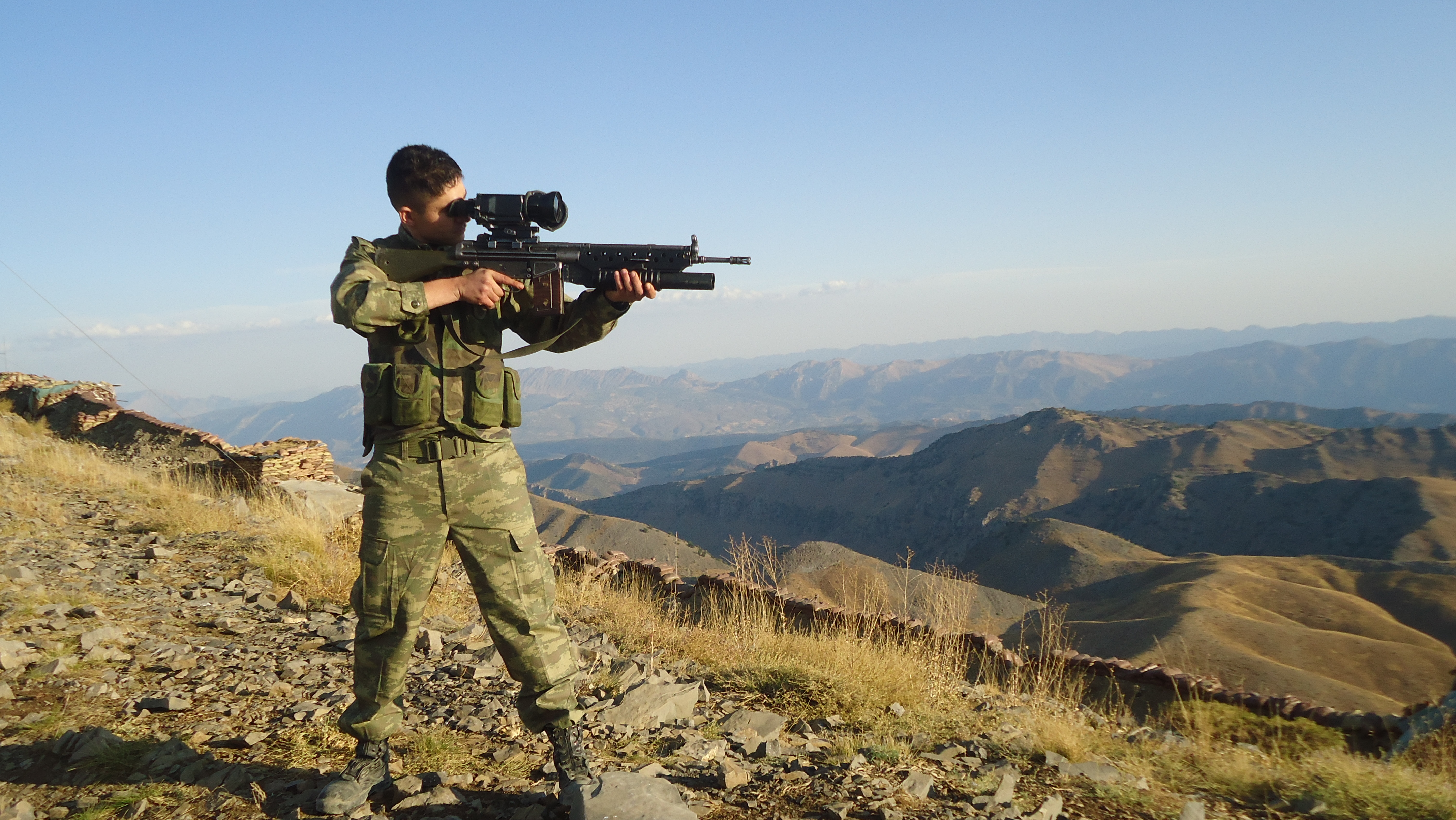
Turecký důstojník s G3A7 s optikou Engerek 3+ a granátometem T-40 v severním Iráku

- Ukrajina: 1 000 G3A3/4 odeslaných Portugalskem jako součást vojenského balíčku v reakci na ruskou invazi na Ukrajinu v roce 2022. Množství vyslaných G3 bylo odhaleno v rozhovoru s velitelem Silvou Pintem, který se konal během vojenské přehlídky na Den Portugalska.[46][47]
- Spojené arabské emiráty[11]
- Spojené království: Mnoho verzí G3 bylo používáno SAS a UKSF jako G3K a MC51. G3KA4 byl označen jako L100A1 britskou armádou.[48]
- Jemen: Jemenská republikánská garda a jemenská zvláštní garda.[22]
- Zambie[11]
- Zimbabwe[22]

### Dřívější

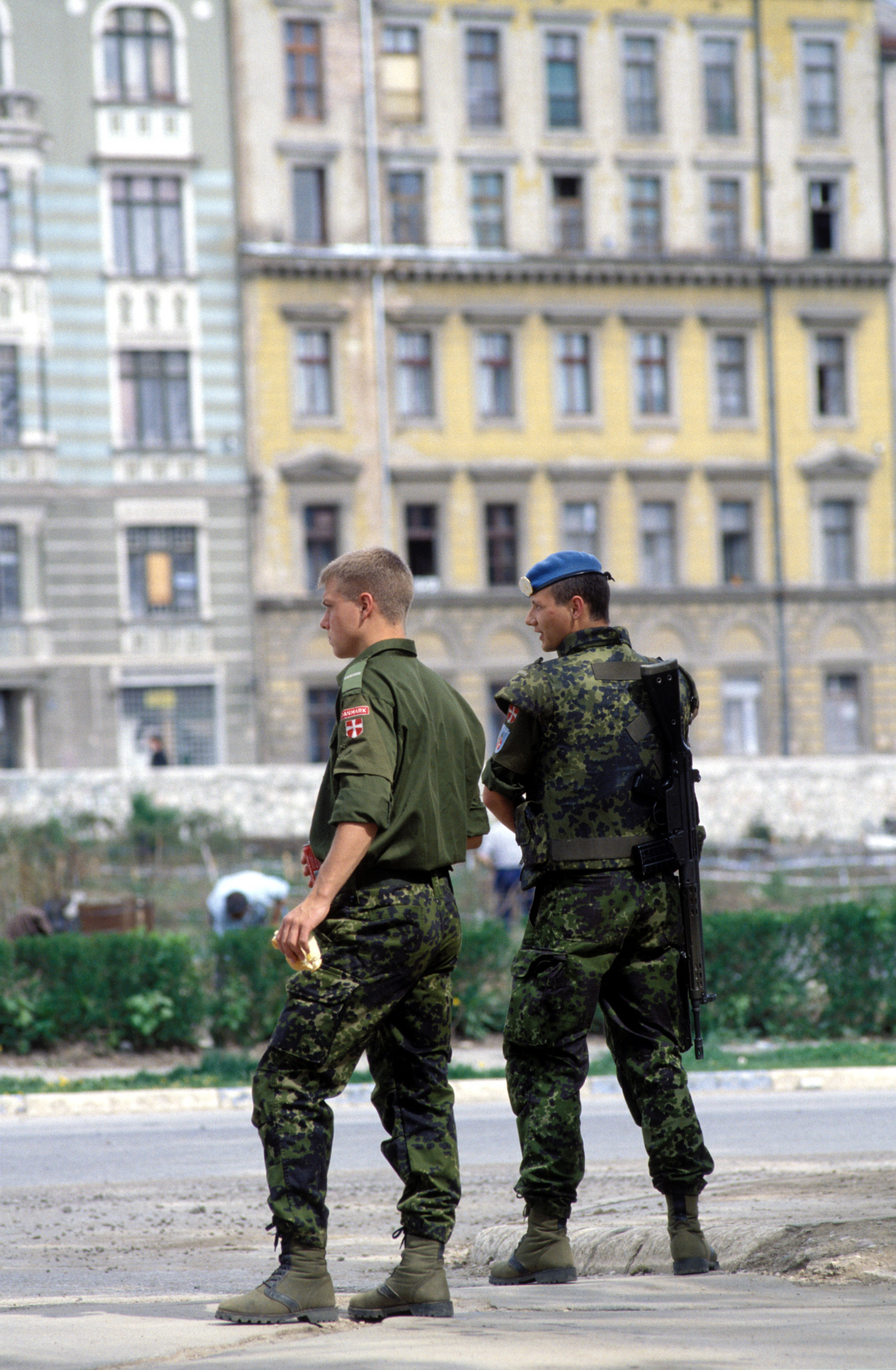
Dánští vojáci s variantou G3A5

- Kolumbie:[11] Původně v roce 1975 Heckler a Koch prodali společnosti Indumilo výrobní licenci na G3, samopal MP5 a kulomet HK21.[49] Ve službě nahrazeny puškami IMI Galil.
- Dánsko:G3A5, jako Gevær Model 1966 (Gv M/66). Další varianta, označená jako „Gevær Model 1975“ (Gv M/75), byla pronajata od německé vlády.[22] Všechny G3 jsou v dánských službách nahrazovány puškami Diemaco C7 (Gv m/95) a Diemaco C8 (Gv m/96).
- Gruzie: Turecké G3 používané speciálními jednotkami.[50]
- Lesotho[51]
- Portugalsko:[11] Verze G3A3 a A4. G3 byla standardní puškou portugalských ozbrojených sil v letech 1963–2020, vyráběná v licenci Fábrica de Braço de Prata před jejím uzavřením. V roce 2019 bylo oznámeno, že bude nahrazena FN SCAR.[52] Portugalská námořní pěchota stále používá modernizovanou verzi G3A3/A4 s výbavou Spuhr.[35]
- Rhodesie: G3 portugalské výroby[53] byly používány pomocnými nebo záložními jednotkami Rhodéských bezpečnostních sil[54][55][56]
- Jihoafrická republika: 100 000 přebytečných pušek G3 vyrobených FMP bylo zakoupeno z Portugalska a označeno jako R2 Rifle. Byla to standardní puška jihoafrického námořního sboru a jihoafrických vzdušných sil, stejně jako v rámci jihozápadních afrických teritoriálních sil jako náhrada za pušku R1 (FN FAL), dokud nebyla nahrazena útočnou puškou R4 v 80. létech 20. století.[22]  Dřevené části pušky se v žáru brzy porouchaly a uvolnily, takže náhradu vyrobená z houževnatého polymeru vyráběla Choate Machine & Tool. Předpažbí bylo vybráno pro dvojnožku a polymerová pažba ve stylu FAL měla pryžovou patku.[57]
- Zair[22]

#### Nevládní uživatelé
- Demokratické síly pro osvobození Rwandy (v Demokratické republice Kongo)[58]
- Prozatímní IRA: 100 ukradeno z norské rezervní základny poblíž Osla, 1984[59]
- Islámský stát[60]
- Boží armáda odporu[61]
- Lidové hnutí za osvobození Azawadu[62]
- Jednotná revoluční fronta[63]
- Revoluční organizace 17. listopadu[64]

## Konflikty

### 60. léta
- Vnitřní konflikt v Myanmaru (1948–současnost)[65]
- Portugalská koloniální válka (1961–1974)[66]
- Papuánský konflikt (1962–dosud)[67]
- The Troubles (konec 60. let–1998)[68]
- Občanská válka v Kolumbii (1964–dosud)[68]
- Občanská válka v Rhodesii (1964–1979)[69][70]
- Indicko-pákistánská válka (1965)[71]
- Jihoafrická pohraniční válka (1966–1990)[68]
- Nigerijská občanská válka (1967–1970)[72]
- Fotbalová válka (1969)[73]

### 70. léta
- Bangladéšská válka za nezávislost (1971)[74]
- Indicko-pákistánská válka (1971) (1971)[71]
- Libanonská občanská válka (1975–1990)[75]
- Sandinistická revoluce (1978–1990)[76]
- Kurdsko-turecký konflikt (1978–dosud)[77]
- Salvadorská občanská válka (1979–1992)[76][78]

### 80. léta
- Irácko-íránská válka (1980–1988)[79][80]
- Převrat na Seychellách (1981)[81]
- Druhá súdánská občanská válka (1983–2005)[82]
- Povstání armády božího odporu (1987–dosud)[61]
- První liberijská občanská válka (1989–1997)[83]

### 90. léta
- Povstání Tuaregů (1990–1995)[62]
- Válka v Zálivu (1990–1991); saw limited combat use[84]
- Válka v Jugoslávii (1991–2001)[85]
- Občanská válka v Kongu (1997–1999)[20]
- Kárgilská válka (1999)[86]

### 2000–2010
- Válka v Afghánistánu (2001–2014)[87]
- Válka v Iráku (2003–2011)[84]
- Konflikt v Kivu (2004–dosud)[58]
- Válka v severozápadním Pákistánu (2004–dosud)
- Občanská válka v Somálsku (2009–dosud)[88]

### 2010–2020
- Ozbrojený konflikt o kontrolu nad favelami ve Velkém Rio de Janeiru (2010–dosud)[13][14][89]
- Libyjská krize (2011–dosud)[90]
- Občanská válka v Sýrii (2011–dosud)[75]
- Občanská válka v Jižním Súdánu (2013–2020)[91]
- Jemenská občanská válka (2014–současnost)[75]

### Od roku 2020
- Občanská válka v Myanmaru (2021–dosud)[92]
- Ruská invaze na Ukrajinu[46]